# Кокићи (Јајце)
Кокићи је насељено место у Босни и Херцеговини у општини Јајце. Административно припада Федерацији Босне и Херцеговине, односно њеном Средњобосанском кантону. Према попису становништва из 2013. у насељу је било 58 становника, а већинску популацију у насељу чинили су Бошњаци.

## Становништво
По последњем службеном попису становништва из 2013. године у насељу Кокићи живело је 58 становника, а село је било етнички хомогено са већинском бошњачком популацијом.
| Националност | 2013. | 1991.        | 1981.        | 1971.        |
| Бошњаци      | —     | 255 (100,0%) | 220 (93,62%) | 191 (100,0%) |
| Хрвати       | —     | 0            | 0            | 0            |
| Срби         | —     | 0            | 0            | 0            |
| Југословени  | —     | 0            | 15 (6,38%)   | 0            |
| Укупно       | 58    | 255          | 235          | 191          |